# كينيث هنت
كينيث هنت (بالإنجليزية: Kenneth Hunt)‏ (24 فبراير 1884 أكسفورد المملكة المتحدة - 28 أبريل 1949) هو لاعب كرة قدم بريطاني سابق كان يلعب كلاعب وسط، شارك في الألعاب الأولمبية الصيفية 1920.

## روابط خارجية
- كينيث هنت على موقع الاتحاد الدولي (مؤرشف)  (الإنجليزية)
- كينيث هنت على موقع قاعدة بيانات كرة القدم.إي يو (الإنجليزية)
- كينيث هنت على موقع ناشيونال فوتبول تيمز (الإنجليزية)
- كينيث هنت على موقع أوليمبيديا (الإنجليزية)
- كينيث هنت على موقع اللجنة الأولمبية البريطانية (الإنجليزية)